# 로커빌리
로커빌리(Rockabilly)는 로큰롤 음악의 초창기 스타일 가운데 하나로, 1950년대 초반으로 거슬러 올라간다. "로커빌리"라는 용어는 로큰롤의 "록"(rock)과 힐빌리(hillbilly)의 혼성어이다.
1960년대에 이러한 스타일이 큰 인기를 끌지는 못했으나, 1970년대 말에서 1980년대 초 동안 로커빌리는 큰 인기를 끌었다. 현재에도 이러한 인기는 이따금 로커빌리 하위문화 내에서 지속된다.

## 같이 보기
- 사이코빌리